# Teófilo Torres
Teófilo Torres (Ponce, 6 de marzo de 1954) es un actor, director y profesor de teatro puertorriqueño. Monologuista por excelencia, se ha destacado por su versatilidad para la actuación tanto en teatro como en cine y televisión, lo cual lo ha distinguido tanto en la isla de Puerto Rico como en el exterior. Se destaca también como formador de actores.

## Biografía
Teófilo Torres, actor de monólogos por excelencia, nació en el pueblo de Ponce, Puerto Rico, el 6 de marzo del año 1954. Comienza su carrera artística mientras cursaba la escuela superior en el pueblo de Jayuya, Puerto Rico.
El talentoso artista, quien a través de su trayectoria histriónica se ha destacado por su versatilidad para actuar tanto en teatro como en cine y televisión, protagonizó en los albores de la década del 80 piezas como "A mis amigos de la locura" (1978) y "Papo Impala esta quita'o" (1985), siendo esta última una de las más reconocidas. En dicho monólogo, una adaptación de un cuento de Juan Antonio Ramos, Torres interpreta a un adicto a las drogas que lucha por dejar el vicio.
A mediados de los 80 Teófilo debuta en los melodramas puertorriqueños en la controvertible telenovela "Tiempo de vivir", que protagonizaron Fernando Allende e Ivonne Goderich.
En las postrimerías de los 80 Teófilo formó parte de la película "Glitz", una producción de la NBC protagonizada por el boricua Jimmy Smits, filmada en Puerto Rico. En esta película interpreta a un miembro de la fuerza policíaca, al servicio del crimen.
Torres también participa en las telenovelas "Ave de paso", donde interpretó el personaje de "Cheíto"; un artista frustrado y hundido en el alcoholismo; y "Yara Prohibida", transmitida por el Canal 11, también en Puerto Rico. Además durante esos años, el artista boricua abrió su academia de arte dramático donde impartió cursos de actuación, baile y expresión oral.
Posteriormente Torres, le da vida a obras como "Contradanza", donde interpretó a la reina Isabel, y cuenta con 17 monólogos, entre ellos "El caso Dios", "La apología de Sócrates", “Papo Impala está quitao” y “A mis amigos de la locura”. Para el año 1992 incursiona en la pantalla grande con el largometraje "La Guagua Aérea" dirigida por Luis Milona con muy buena aceptación tanto en la isla como fuera de ella.
Siguiendo son sus éxitos Torres añade a su repertorio los monólogo "Pedro, el rojo", "Pepé Loló", "Maco" y posteriormente “El Maestro”, en el que interpreta a la figura monumental de Don Pedro Albizu Campos, uno de los más importantes político y líder independentista puertorriqueño.
Para el año 1994 Torres se traslada a la ciudad de Nueva York donde completa su MFA en Brooklin College, participando a su vez en compañías de repertorio en español.
En 1999 regresa a Puerto Rico siendo contratado para trabajar en la telenovela "Cuando despierta el amor", que se transmitió por WIPR-TV, canal 6 de San Juan, Puerto Rico. Más tarde, el artista figura en el elenco de la serie de Telemundo "Después del adiós" donde encarnó a "Arturo Bolívar", un hombre con el mal de Lou Gehrig, y participa en el largometraje "Los Díaz de Doris" del director Abdiel Colberg. En ese mismo año formó parte del elenco de la película para televisión "Punto final", original del desaparecido poeta y cineasta Edwin Reyes. En la producción, que se transmitió por Univision Puerto Rico Canal 11, Teofilo personificó a "Juaco", un poeta niuyorican que buscaba recuperar su identidad.
Además Teófilo regresa al magisterio fungiendo como profesor del Departamento de Drama de la Universidad de Puerto Rico, Recinto de Río Piedras.
Con la llegada del nuevo siglo, su actuación como Antonio, un cura homosexual en la película de director Raúl Marchand, "Gone", fue ampliamente elogiada por la crítica, marcando una de las actuaciones más impactantes del filme.
Desde esa fecha a la actualidad Teófilo ha figurado como coprotagonista de las dos más recientes películas de Jacobo Morales: “Dios los cría ll” y “Ángel", "Ruido (película puertorriqueña)", del director César Rodríguez ganadora del premio a la “Innovación” en el Festival Internacional de Cine de Montreal del año 2006, en “Chiringa”, “Desamores”, “El sueño del regreso”, “Che (película)” protagonizada por el actor puertorriqueño Benicio del Toro y dirigida por Steven Soderbergh y “María”, en el año 2010, dirigida por Fernando Allende.
Sus obra de teatro “Monogamia”, “Bent”, “Jav y Joss” coprotagonista con el experimentado actor Francisco Capó, “Un enemigo del Pueblo”, “El caso Dios”, entre otras, lo siguen posicionando como uno de los mejores exponentes del teatro.
Desde el año 1983 hasta la fecha Teófilo Torres ha participado de Festivales Internacionales de Teatro como en La Habana, Cuba, Perú, Caracas, Moscú y Martinica.
Al mismo tiempo que realizaba sus películas y obras de teatro, Torres nunca dejó de lado su vocación por la enseñanza, destacándose como instructor en varias instituciones, colegios y academias, especializándose en el “Taller de actuación para la Cámara”.

## Filmografía
| Cine | Cine                     | Cine                   | Cine                   |
| Año  | Película                 | Personaje              | Director               |
| ---- | ------------------------ | ---------------------- | ---------------------- |
| 1988 | Glitz                    | Puerto Rican Cop       | Sandor Stern           |
| 1992 | La guagua aérea          | El ciego Mateo         | Luis Molina Casanovas  |
| 1993 | La recién nacida sangre  | Pepe Dolores           |                        |
| 1997 | Cuentos para despertar   | Alcides                | Luis Molina Casanovas  |
| 1999 | Leyendas puertorriqueñas | Domingo                | Luis Molina Casanovas  |
| 1999 | Los Díaz de Doris        | Deambulante / El Ángel | Abdiel Colberg         |
| 2001 | Gone                     | Antonio                | Raúl Marchand Sánchez  |
| 2002 | Julia, toda de mí        | Jiménez Grullón        | Ivonne Belén           |
| 2004 | Desamores                | Jacobo Castrillo       | Edmundo H. Rodríguez   |
| 2004 | Devolviéndome            | Hombre                 | César Rodríguez        |
| 2004 | Dios los cría 2          | Félix                  | Jacobo Morales         |
| 2004 | Chiringa                 | Pedro Albizu Campos    | Eladio Feliciano-Matos |
| 2005 | El sueño del regreso     | Baldo                  | Luis Molina Casanovas  |
| 2006 | Ruido                    | Deambulante            | César Rodríguez        |
| 2006 | Ángel                    | Asencio                | Jacobo Morales         |
| 2008 | Che (película)           | Coronel Hernández      | Steven Soderbergh      |
| 2009 | La Mancha                | Sacarías               | Cristian Carretero     |
| 2010 | María                    | Sr. Armando            | Fernando Allende       |

| Televisión | Televisión                 | Televisión             | Televisión |
| Año        | Título                     | Personaje              |            |
| ---------- | -------------------------- | ---------------------- | ---------- |
| 1975       | Doce pares de negras       | Goyo                   |            |
| 1977       | La caja de caudales FM     | Fernando               |            |
| 1978       | la jaula de las locas      | Travesti               |            |
| 1986       | Tiempo de vivir            | Lencho                 |            |
| 1988       | Ave de paso                | Cheíto                 |            |
| 1988       | Yara prohibida             | Personaje desconocido  |            |
| 1988       | Glitz                      | Policía 1              |            |
| 1989       | Karina Montaner            | El Lama                |            |
| 1991       | Yuyo                       | El Bobo                |            |
| 1992       | La charca                  | Deblas                 |            |
| 1999       | Punto final                | Joaco                  |            |
| 1999       | Los Diaz de Dores          | Deambulante / El Ángel |            |
| 2000       | Coralito tiene dos maridos | Montaner               |            |
| 2002       | La gringa                  | José                   |            |
| 2002       | Cuando despierta el amor   | Pescador               |            |
| 2003       | Sentimientos encontrados   | Chago                  |            |
| 2005       | Desamores                  | Veguita                |            |
| 2005       | Stranded                   | Santiago               |            |
| 2007       | Christmas in Paradise      | Benito                 |            |
| 2008       | El olor de la guayaba      | Dios                   |            |

## Teatro
| Teatro | Teatro                                       | Teatro         | Teatro |
| Año    | Obra                                         | Personaje      |        |
| ------ | -------------------------------------------- | -------------- | ------ |
| 1975   | Doce pares de negras                         | Goyo           |        |
| 1977   | La caja de caudales FM                       | Fernando       |        |
| 1978   | La jaula de las locas                        | Travesti       |        |
| 1978   | A mis amigos de la locura                    | Umpierre       |        |
| 1979   | Severa vigilancia                            | Lefranc        |        |
| 1979   | La plena murió en Maraguez                   | Danny          |        |
| 1980   | Morbos                                       | Rafael         |        |
| 1982   | Había una vez y dos son tres                 | Harry          |        |
| 1982   | Esperando a Godot                            | Pozzo          |        |
| 1983   | Papo Impala está quitao (monólogo)           | Papo           |        |
| 1983   | La fortuna y los ojos del hombre             | Rocky          |        |
| 1983   | Walenda (monólogo)                           | Armando        |        |
| 1984   | La casa de los inmortales                    | Ramón          |        |
| 1984   | Colegtílogo (monólogo)                       | Actor          |        |
| 1984   | El caso Dios (monólogo)                      | Actor          |        |
| 1984   | Flores de papel                              | Merluza        |        |
| 1984   | Un ombligo para dos                          | Lalo           |        |
| 1985   | La apología de Sócrates (monólogo)           | Sócrates       |        |
| 1985   | El doctor Moncho Loro (monólogo)             | Moncho Loro    |        |
| 1986   | Contradanza                                  | Isabel I       |        |
| 1987   | La perra de Darwin (monólogo)                | Darwin         |        |
| 1988   | La pareja dispareja                          | Guillo         |        |
| 1988   | Máscaras                                     | Don José       |        |
| 1988   | El arquitecto y el emperador de Asiria       | El emperador   |        |
| 1989   | Papo Impala va palante (monólogo)            | Papo           |        |
| 1990   | La noche que volvimos a ser gente (monólogo) | El hombre      |        |
| 1991   | Seguro Social                                | David          |        |
| 1992   | La bella y la bestia                         | La bestia      |        |
| 1995   | Pedro Dolores (monólogo)                     | Pedro Dolores  |        |
| 1995   | Maco (monólogo)                              | Maco           |        |
| 1995   | Pedro el rojo (monólogo)                     | Pedro          |        |
| 1997   | Sneakin’outa revolving door (monólogo)       | Chico          |        |
| 1998   | El duende oculto(monólogo)                   | Umpierre       |        |
| 2001   | Bent                                         | Horst          |        |
| 2004   | Monogamia                                    | Juan           |        |
| 2005   | El Maestro (monólogo)                        | Albizu Campos  |        |
| 2006   | Jav y Jos                                    | Jav            |        |
| 2006   | Un enemigo del Pueblo                        | Pedro Stockman |        |

## Director y Productor
- 2008 Todo es según el color
- 2007 Oh María
- 2005 El huésped vacío
- 2004 Voces
- 2004 Vegigantes
- 2003 La mirada del hombre oscuro
- 1998 El duende oculto
- 1997 Snekin’outa revolvin door
- 1995 Pedro el rojo
- 1995 Maco
- 1995 Pepe Dolores
- 1990 Hombre
- 1990 El Gfbar
- 1989 Papo Impala va palante
- 1988 Terrazo
- 1988 La perra de Darwin
- 1986 EL doctor Moncho Loro
- 1985 La apología de Sócrates
- 1984 El caso Dios
- 1984 Colectilogo
- 1983 Walenda
- 1983 En defensa de Natalie
- 1983 Papo Impala esta quitao
- 1982 A mis amigos de la locura
- 1982 Había una vez y dos son tres